# Villers-sur-Mer
Villers-sur-Mer és un municipi francès situat al departament de Calvados i a la regió de Normandia. L'any 2007 tenia 2.597 habitants.

## Demografia

### Població
El 2007 la població de fet de Villers-sur-Mer era de 2.597 persones. Hi havia 1.297 famílies de les quals 583 eren unipersonals (184 homes vivint sols i 399 dones vivint soles), 384 parelles sense fills, 234 parelles amb fills i 96 famílies monoparentals amb fills.
La població ha evolucionat segons el següent gràfic:
Habitants censats

### Habitatges
El 2007 hi havia 9.404 habitatges, 1.348 eren l'habitatge principal de la família, 7.966 eren segones residències i 90 estaven desocupats. 1.929 eren cases i 7.208 eren apartaments. Dels 1.348 habitatges principals, 808 estaven ocupats pels seus propietaris, 491 estaven llogats i ocupats pels llogaters i 49 estaven cedits a títol gratuït; 73 tenien una cambra, 378 en tenien dues, 315 en tenien tres, 233 en tenien quatre i 349 en tenien cinc o més. 915 habitatges disposaven pel capbaix d'una plaça de pàrquing. A 793 habitatges hi havia un automòbil i a 295 n'hi havia dos o més.

### Piràmide de població
La piràmide de població per edats i sexe el 2009 era:
| Homes | Edats   | Dones |
| ----- | ------- | ----- |
| 0     | 95 o +  | 0     |
| 4     | 90 a 94 | 4     |
| 8     | 85 a 89 | 32    |
| 16    | 80 a 84 | 36    |
| 68    | 75 a 79 | 100   |
| 72    | 70 a 74 | 96    |
| 56    | 65 a 69 | 96    |
| 76    | 60 a 64 | 64    |
| 64    | 55 a 59 | 64    |
| 56    | 50 a 54 | 72    |
| 52    | 45 a 49 | 68    |
| 80    | 40 a 44 | 64    |
| 84    | 35 a 39 | 84    |
| 68    | 30 a 34 | 84    |
| 88    | 25 a 29 | 76    |
| 56    | 20 a 24 | 60    |
| 37    | 15 a 19 | 52    |
| 48    | 10 a 14 | 76    |
| 72    | 5 a 9   | 60    |
| 68    | 0 a 4   | 48    |

## Economia
El 2007 la població en edat de treballar era de 1.475 persones, 1.016 eren actives i 459 eren inactives. De les 1.016 persones actives 894 estaven ocupades (440 homes i 454 dones) i 122 estaven aturades (58 homes i 64 dones). De les 459 persones inactives 228 estaven jubilades, 87 estaven estudiant i 144 estaven classificades com a «altres inactius».

### Ingressos
El 2009 a Villers-sur-Mer hi havia 1.581 unitats fiscals que integraven 2.897,5 persones, la mediana anual d'ingressos fiscals per persona era de 17.785 €.

### Activitats econòmiques
Dels 245 establiments que hi havia el 2007, 3 eren d'empreses alimentàries, 1 d'una empresa de fabricació de material elèctric, 3 d'empreses de fabricació d'altres productes industrials, 49 d'empreses de construcció, 59 d'empreses de comerç i reparació d'automòbils, 5 d'empreses de transport, 33 d'empreses d'hostatgeria i restauració, 3 d'empreses d'informació i comunicació, 8 d'empreses financeres, 24 d'empreses immobiliàries, 22 d'empreses de serveis, 12 d'entitats de l'administració pública i 23 d'empreses classificades com a «altres activitats de serveis».
Dels 84 establiments de servei als particulars que hi havia el 2009, 1 era una gendarmeria, 1 oficina de correu, 4 oficines bancàries, 1 taller de reparació d'automòbils i de material agrícola, 4 paletes, 10 guixaires pintors, 10 fusteries, 13 lampisteries, 5 electricistes, 1 empresa de construcció, 4 perruqueries, 16 restaurants, 10 agències immobiliàries, 3 tintoreries i 1 saló de bellesa.
Dels 33 establiments comercials que hi havia el 2009, 1 era un hipermercat, 1 una gran superfície de material de bricolatge, 2 botiges de menys de 120 m², 4 fleques, 2 carnisseries, 2 llibreries, 10 botigues de roba, 2 botigues d'equipament de la llar, 4 sabateries, 1 una botiga d'electrodomèstics, 1 una botiga de material de revestiment de parets i terra, 1 una perfumeria i 2 floristeries.
L'any 2000 a Villers-sur-Mer hi havia 11 explotacions agrícoles que ocupaven un total de 285 hectàrees.

## Fills il·lustres
- Patrick Grainville (1947 -) escriptor i crític literari, Premi Goncourt de l'any 1976

## Equipaments sanitaris i escolars
L'únic equipament sanitari que hi havia el 2009 era una farmàcia.
El 2009 hi havia 1 escola maternal i 1 escola elemental.

## Poblacions més properes
El següent diagrama mostra les poblacions més properes.